# Renato Kayzer
Renato Kayzer de Souza, noto semplicemente come Renato Kayzer (Tupãssi, 17 febbraio 1996), è un calciatore brasiliano, attaccante dal Vitória.

## Caratteristiche tecniche
È un'ala destra.

## Carriera

### Club
Cresciuto nei settori giovanili di Santos, Desportivo Brasil e Vasco da Gama, ha debuttato fra i professionisti il 17 settembre 2015 disputando con il club carioca l'incontro di Série A pareggiato 2-2 contro il Cruzeiro.
Dopo aver passato i successivi anni in prestito nelle serie inferiori del calcio brasiliano, il 7 aprile 2018 è stato acquistato dal Cruzeiro, che lo ha ceduto in prestito poco dopo all'Atl. Goianiense.